# Штыково
Штыково — посёлок сельского типа в Шкотовском районе Приморского края, входит в Штыковское сельское поселение.

## Географическое положение
Штыково расположено на юге Приморского края, в долине реки Артёмовка, в 12 км от её впадения в бухту Муравьиную Уссурийского залива. Через посёлок проходит автомобильная трасса А188 Угловое — Находка. Расстояние по дороге до райцентра, посёлка Смоляниново составляет 18 км, до Владивостока — около 50 км. Ближайшая железнодорожная станция — Артём-Приморский 3 расположена в посёлке Артёмовский.

## История
Посёлок был основан 13 апреля 1883 году 25 семьями переселенцами из Суражского уезда Черниговской губернии, получил название Майхе в честь реки, на которой был основан. В первый год основания села здесь поселилось 25 семей. В 1907 году была построена первая школа. К 1910 году население достигло 384 человека. 
В конце 1917 года в селах был образован Совет рабочих, батрацких депутатов, который действовал на всей территории Майхинской долины до начала 1919 года.
В 1930 году на базе села был организован колхоз «Красный маяк». В 1953 году село было электрифицировано. В 1960 году началось строительство Майхинского гидроузла. В 1972 году в ходе ликвидации китайских названий посёлок был переименован в Штыково, в честь видного советского партийного деятеля Т. Ф. Штыкова.

## Население
| 1883 | 1884  | 1891  | 1896  | 1900  | 1912  | 1915 |
| ---- | ----- | ----- | ----- | ----- | ----- | ---- |
| 181  | ↘118  | ↗232  | ↗290  | ↗322  | ↗384  | ↗561 |
| 1926 | 2002  | 2006  | 2008  | 2010  | 2021  |      |
| ↗704 | ↗1382 | ↘1285 | ↗1306 | ↗1487 | ↘1361 |      |

На 17 февраля 1926 года в селе было хозяйств: 121 крестьянского типа, 8 прочего типа. Семей 95. Жителей 704 человека, из них 361 мужчина и 343 женщины.

## Экономика
Градообразующими предприятиями этого посёлка являются известная в Приморском крае компания «Штыковские двери», подразделение Артёмовского гидроузла ГУК «ВКХ юга Приморья» и государственное опытное лесоохотничье хозяйство «Орлиное». Близ посёлка находится заброшенный военный аэродром «Штыково» (прежнее название — «Майхе»), ранее принадлежавший войскам ПВО и в настоящее время используемый для проведения соревнований по драг-рейсингу и для полётов на мотопарапланах.